# 高坂薰
高坂薰（日语：／ Takasaka Kaoru），日本前女子羽球運動員。
高坂薰出身於新潟中央高校。1971年，就讀青山學院大學四年級的她排名關東學生女子單打第一。同年，她代表青學大打進第2回全日本女子冠軍錦標賽女子單打項目準決賽，以11:8、0:11、3:11輸給後來奪得冠軍的高木紀子。
高坂薰代表日本參加1972年優霸盃（女子國際團體賽），在對陣印尼的決賽中，她出賽第三單打，以9:11、11:7、3:11輸給茵坦·努特加亞。不過這是日本隊僅有的一場輸球，最終她們以6-1贏得冠軍。